# Straßenbahn Hof
| 1907: Triebwagen 5 in der unteren Ludwigstraße |                                        |                                         |                                         |
| Streckenlänge: | 4,02 km davon Personenverkehr: 3,12 km |                                         |                                         |
| Spurweite: | 1000 mm (Meterspur)                    |                                         |                                         |
| Stromsystem: | 500 Volt =                             |                                         |                                         |
| Streckengeschwindigkeit: | 18 km/h                                |                                         |                                         |
| |                                        |                                         |                                         |
| \| \| 0,00 \| Haupt-Bahnhof \| Haupt-Bahnhof \| \| \| \| Cafe Moltke (Bedarfshalt) \| \| \| \| \| Liebigstraße \| \| \| \| \| Theresienstraße \| \| \| \| \| Bismarckstraße 48/50 \| \| \| \| \| Bayreuther Straße (Bedarfshalt) \| \| \| \| \| Hotel Strauß \| \| \| \| \| Depot \| \| \| \| \| Schillerstraße \| \| \| \| \| Blauer Stern \| \| \| \| \| Gasthof Weißes Lamm \| \| \| \| \| Aktienhaus \| \| \| \| \| Gasthaus Schmidt’s Heiner (Bedarfshalt) \| \| \| \| \| Ludwigstraße 73 \| \| \| \| \| Ludwigstraße 33 \| \| \| \| \| Ludwigstraße 7 \| \| \| \| \| Unteres Tor \| \| \| \| \| Untere Steinerne Brücke \| \| \| \| \| Saale \| \| \| \| \| Weidners Keller \| \| \| \| 3,12 \| Friedhof \| Friedhof \| |                                        |                                         |                                         |
| U-Bahn-Kopfbahnhof Streckenanfang (Strecke außer Betrieb) | 0,00                                   | Haupt-Bahnhof                           | Haupt-Bahnhof                           |
| U-Bahn-Haltepunkt / Haltestelle (Strecke außer Betrieb) |                                        | Cafe Moltke (Bedarfshalt)               | Cafe Moltke (Bedarfshalt)               |
| U-Bahn-Haltepunkt / Haltestelle (Strecke außer Betrieb) |                                        | Liebigstraße                            | Liebigstraße                            |
| U-Bahn-Haltepunkt / Haltestelle (Strecke außer Betrieb) |                                        | Theresienstraße                         | Theresienstraße                         |
| U-Bahn-Bahnhof (Strecke außer Betrieb) |                                        | Bismarckstraße 48/50                    | Bismarckstraße 48/50                    |
| U-Bahn-Haltepunkt / Haltestelle (Strecke außer Betrieb) |                                        | Bayreuther Straße (Bedarfshalt)         | Bayreuther Straße (Bedarfshalt)         |
| U-Bahn-Haltepunkt / Haltestelle (Strecke außer Betrieb) |                                        | Hotel Strauß                            | Hotel Strauß                            |
| U-Bahn-Betriebs-/Güterbahnhof Streckenanfang und quer (Strecke außer Betrieb) · U-Bahn-Abzweig geradeaus und nach rechts (Strecke außer Betrieb) |                                        | Depot                                   | Depot                                   |
| U-Bahn-Haltepunkt / Haltestelle (Strecke außer Betrieb) |                                        | Schillerstraße                          | Schillerstraße                          |
| U-Bahn-Haltepunkt / Haltestelle (Strecke außer Betrieb) |                                        | Blauer Stern                            | Blauer Stern                            |
| U-Bahn-Bahnhof (Strecke außer Betrieb) |                                        | Gasthof Weißes Lamm                     | Gasthof Weißes Lamm                     |
| U-Bahn-Haltepunkt / Haltestelle (Strecke außer Betrieb) |                                        | Aktienhaus                              | Aktienhaus                              |
| U-Bahn-Haltepunkt / Haltestelle (Strecke außer Betrieb) |                                        | Gasthaus Schmidt’s Heiner (Bedarfshalt) | Gasthaus Schmidt’s Heiner (Bedarfshalt) |
| U-Bahn-Haltepunkt / Haltestelle (Strecke außer Betrieb) |                                        | Ludwigstraße 73                         | Ludwigstraße 73                         |
| U-Bahn-Bahnhof (Strecke außer Betrieb) |                                        | Ludwigstraße 33                         | Ludwigstraße 33                         |
| U-Bahn-Haltepunkt / Haltestelle (Strecke außer Betrieb) |                                        | Ludwigstraße 7                          | Ludwigstraße 7                          |
| U-Bahn-Bahnhof (Strecke außer Betrieb) |                                        | Unteres Tor                             | Unteres Tor                             |
| U-Bahn-Haltepunkt / Haltestelle (Strecke außer Betrieb) |                                        | Untere Steinerne Brücke                 | Untere Steinerne Brücke                 |
| U-Bahn-Brücke über Wasserlauf (Strecke außer Betrieb) |                                        | Saale                                   | Saale                                   |
| U-Bahn-Bahnhof (Strecke außer Betrieb) |                                        | Weidners Keller                         | Weidners Keller                         |
| U-Bahn-Kopfbahnhof Streckenende (Strecke außer Betrieb) | 3,12                                   | Friedhof                                | Friedhof                                |

Die meterspurige Straßenbahn Hof verkehrte zwischen dem 5. August 1901 und dem 14. November 1921 in der bayerischen Stadt Hof vom Hauptbahnhof zur Innenstadt und weiter bis zum Friedhof.

## Geschichte
Erbauer und Inhaber der Straßenbahn sowie des 1900 errichteten Hofer Elektrizitätswerkes war die Firma Siemens & Halske, die Baukosten beliefen sich auf 391.911 Reichsmark. Die einzige Linie wurde elektrisch betrieben und verband den 1880 südlich der Stadt errichteten Hauptbahnhof mit der Innenstadt und dem neuen, nördlich gelegenen Friedhof an der Plauener Straße. Sie führte dabei über Bahnhofstraße, Bismarckstraße, Altstadt, Oberes Tor, Ludwigstraße, Unteres Tor, Vorstadt und Schleizer Straße zur Plauener Straße. Die Strecke war eingleisig mit Ausweichen in der Bismarckstraße (Ecke Biengäßchen), der Straße Altstadt am Sonnenplatz und der Vorstadt beim Unteren Tor. Am Hauptbahnhof und am Friedhof existierten zweigleisige Stumpfendstellen. Der Betriebshof wurde über eine Weiche in der Bismarckstraße aus Richtung Süden über ein 0,4 Kilometer langes Betriebsgleis durch die Straße Pfarr erreicht. Er befand sich auf dem ehemaligen Stadtwerke-Areal gegenüber dem heutigen Hofbad.

Hofer Pferdeomnibus

Straßenbahn in der Altstadt auf einer kolorierten Ansichtskarte (1905)

Die Straßenbahn ersetzte den Pferdeomnibus, der zwischen 1887 und 1901 die Anbindung des Hauptbahnhofs an die Stadt sichergestellt, aber Mühe mit der Bewältigung der Steigung von der Stadt zum Bahnhof hatte. Die Durchschnittsgeschwindigkeit der Straßenbahn betrug zehn Kilometer in der Stunde. Sie verkehrte zunächst im Zehn-Minuten-Takt bis zur Unteren Steinernen Brücke, zum Friedhof wurde nur weitergefahren, wenn mindestens fünf Fahrgäste dies wünschten. Von 1909 bis zum Ersten Weltkrieg wurde der Takt auf acht Minuten verdichtet. Der Betrieb erfolgte schaffnerlos, Fahrgäste älter als vier Jahre warfen den einheitlichen Fahrpreis von zehn Pfennig in einen Zahlkasten beim Fahrer ein.
Nachdem der Betrieb aus finanziellen Gründen vom 20. Januar 1920 an eingestellt worden war, ging die Straßenbahn zum 1. August 1920 vertragsgemäß an die Stadt Hof über, die den Betrieb stark eingeschränkt wieder aufnahm.
Während der Inflationszeit wurde der Straßenbahnbetrieb am 14. November 1922 „vorübergehend“ eingestellt, weil die Fahrpreise nicht mit der Geldentwertung Schritt hielten. Zu einer Wiederaufnahme des Verkehrs kam es nicht mehr, stattdessen wurde der Hauptbahnhof ab 1925 mit Kraftomnibus-Linien an die Innenstadt angebunden. Die Gleise wurden Anfang der 1930er Jahre aus den Straßen entfernt.

## Fahrzeuge

Triebwagen 1, 6 und 2 vor dem Depot am oberen Anger, um 1905

Die Straßenbahn Hof besaß sieben zweiachsige Triebwagen mit offenen Plattformen, sie trugen die Betriebsnummern 1 bis 7. Hersteller war die Hannoversche Waggonfabrik (HAWA), die elektrische Ausrüstung wurde von Siemens & Halske zugeliefert. Die mit 500 Volt Gleichstrom betriebenen Wagen waren mit zwei 10,5 Kilowatt starken Elektromotoren ausgestattet und erreichten eine Höchstgeschwindigkeit von 20 Kilometern in der Stunde. Jeder Wagen bot 16 Sitz- und 14 Stehplätze. Beiwagen waren nicht im Einsatz. Die Fahrzeuge waren an den Frontseiten elfenbeinfarben lackiert mit schwarzen Zierstreifen, die Seitenwände der Triebwagen waren in schwarz gehalten, das Dach war grau.
Nach der vorläufigen Betriebseinstellung wurden die Triebwagen im Betriebshof abgestellt. In den 1930er und 1940er Jahren wurden sie als Gartenlauben verkauft. Daneben existierten während der Betriebszeit zwei als „Spezialwagen“ bezeichnete Arbeitswagen. Fast alle Fahrzeuge der Hofer Straßenbahn wurden mittlerweile verschrottet, lediglich ein Triebwagen blieb erhalten und dient in einem Hofer Garten als Gartenhäuschen.